# Камишев Сергій Олексійович
Сергій Олексійович Камишев (8 квітня 1956, Дніпропетровськ, Українська РСР — 14 лютого 2021, Чжанцзякоу, Хебей, КНР) — український дипломат. Надзвичайний і Повноважний Посол України в КНР (2004—2009) та (2019-2021).

## Життєпис
Народився 8 квітня 1956 у Дніпропетровську. У 1977 закінчив економічний факультет Донецького університету, Дипломатичну академію МЗС РФ (1993). Володіє російською й англійською мовами.
З 1977 — старший інженер з планування шахти «Кіровська» ВО «Донецьквугілля».
З 1977 по 1979 — служба в збройних силах.
З 1979 по 1987 — дільничний гірничий нормувальник, гірничий майстер, старший інженер, заступник секретаря парткому, помічник начальника дільниці шахти «Кіровська» Донецька.
З 1987 по 1990 — заступник директора, секретар парткому шахти ім. Є.Абакумова ВО «Донецьквугілля» у Донецьку.
З 1990 по 1991 — заступник голови Кіровської райради в Донецьку.
З 1991 по 1993 — слухач Дипломатичної академії МЗС РФ.
З 1993 по 1994 — головний консультант з міжнародних відносин Ради директорів підприємств та установ Донецька.
З 1994 — перший секретар відділу світових та європейських організацій Управління міжнародного економічного і науково-технічного співробітництва МЗС України.
З 1994 по 1998 — перший секретар, радник Посольства України в Єгипті.
З 1998 по 12.1998 — Тимчасовий повірений у справах України в Сирії за сумісництвом.
З 1998 по 2001 — радник-посланник, Тимчасовий повірений у справах України в Лівані.
З 03.2004 по 03.06.2009 — посол України в Китайській Народній Республіці.
З 03.2004 по 2009 — посол України в Кореї за сумісництвом
З 02.11.2004 по 03.06.2009 — посол України в Монголії за сумісництвом.
У 2009—2010 рр. — директор Департаменту консульської служби МЗС України
З 29.03.2010 — заступник міністра Кабінету Міністрів України.
У 2011—2014 рр. — заступник керівника секретаріату Кабінету Міністрів України.
У 2019 році працював радником глави Офісу Президента України.
З 12.2019 по 02.2021 — Надзвичайний та Повноважний Посол України в Китаї.
14 лютого 2021 року — помер від обширного інфаркту.

## Звання
Дипломатичний ранг: Надзвичайний і Повноважний Посланник 2-го та 1-го класу.